# داگلاس دی-۵۵۸-۲ اسکای‌راکت
داگلاس دی-۵۵۸–۲ اسکای‌راکت (به انگلیسی: Douglas D-558-2 Skyrocket) یک هواپیمای ساختِ کارخانهٔ شرکت هواپیماسازی داگلاس در کشور ایالات متحده آمریکا است. نخستین استفاده‌کنندهٔ این هواپیما نیروی دریایی ایالات متحده آمریکا بوده‌است. این هواپیما برای نخستین بار در ۴ فوریه ۱۹۴۸ میلادی مورد استفاده قرار گرفت.